# 第62回ダヴィッド・ディ・ドナテッロ賞
第62回ダヴィッド・ディ・ドナテッロ賞（だい62かいダヴィッド・ディ・ドナテッロしょう）の授賞式は、2017年3月27日にローマで行われた。
ノミネートは2017年2月21日に発表された。『切り離せないふたり』と『歓びのトスカーナ』がともに最多17件のノミネートを獲得し、『切り離せないふたり』が最多6部門で受賞した。

## 受賞とノミネート一覧
太字が受賞者。

### 作品賞
- 歓びのトスカーナ La pazza gioia（監督：パオロ・ヴィルズィ）
- 甘き人生 Fai bei sogni[1]（監督：マルコ・ベロッキオ）
- 花咲く恋 Fiore[2]（監督：クラウディオ・ジョヴァンネージ）
- 切り離せないふたり Indivisibili[2]（監督：エドアルド・デ・アンジェリス）
- ゴッド・スピード・ユー！ Veloce come il vento（監督：マッテオ・ロヴェーレ）

### 監督賞
- パオロ・ヴィルズィ（『歓びのトスカーナ』）
- マルコ・ベロッキオ（『甘き人生』）
- クラウディオ・ジョヴァンネージ（『花咲く恋』）
- エドアルド・デ・アンジェリス（『切り離せないふたり』）
- マッテオ・ロヴェーレ（『ゴッド・スピード・ユー！』）

### 新人監督賞
- マルコ・ダニエリ（『ジュリアの世界』[2]）
- ファビオ・グアリョーネ、ファビオ・レジナーロ（『ALONE/アローン』）
- ミケーレ・ヴァンヌッチ（『Il più grande sogno』）
- マルコ・セガート（『La pelle dell'orso』）
- ロレンツォ・コルヴィーノ（『WAX: We Are the X』）

### オリジナル脚本賞
- ニコラ・グアリャノーネ、バルバラ・ペトロニオ、エドアルド・デ・アンジェリス（『切り離せないふたり』）
- クラウディオ・ジョヴァンネージ、フィリッポ・グラヴィーノ、アントネッラ・ラッタンズィ（『花咲く恋』）
- ミケーレ・アストリ、ピエルフランチェスコ・ディリベルト、マルコ・マルターニ（『愛のために戦地へ』[2]）
- パオロ・ヴィルズィ、フランチェスカ・アルキブージ（『歓びのトスカーナ』）
- ロベルト・アンドー、アンジェロ・パスクイーニ（『修道士は沈黙する』）
- フィリッポ・グラヴィーノ、フランチェスカ・マニエーリ、マッテオ・ロヴェーレ（『ゴッド・スピード・ユー！』）

### 脚色賞
- ジャンフランコ・カビッドゥ、ウーゴ・キーティ、サルヴァトーレ・デ・モーラ（『La stoffa dei sogni』）
- フィオレッラ・インファシェッリ、アントニオ・レオッティ（『Era d'estate』）
- エドアルド・アルビナーティ、マルコ・ベロッキオ 、ヴァリア・サンテッラ（『甘き人生』）
- フランチェスコ・パティエルノ（『Naples '44』）
- フランチェスカ・マルチャーノ、ヴァリア・サンテッラ、ステファノ・モルディーニ（『Pericle il nero』）
- マッシモ・ガウディオーゾ（『Un paese quasi perfetto』）

### プロデューサー賞
- アッティリオ・デ・ラッツァ、ピエルパオロ・ヴェルガ（『切り離せないふたり』）
- クリスティアーノ・ボルトーネ、バート・ヴァン・ランゲンドンク、ペーター・ブカート、ゴンミン・ツァイ、ナターシャ・デビラーズ（『Caffè』）
- Pupkin Production、IBC Movie、Rai Cinema（『花咲く恋』）
- マルコ・ベラルディ（『歓びのトスカーナ』）
- アンジェロ・バルバガッロ（『修道士は沈黙する』）
- ドメニコ・プロカッチ（『ゴッド・スピード・ユー！』）

### 主演女優賞
- ヴァレリア・ブルーニ・テデスキ（『歓びのトスカーナ』）
- ダフネ・スコッチャ（『花咲く恋』）
- アンジェラ・フォンターナ、マリアンナ・フォンターナ（『切り離せないふたり』）
- ミカエラ・ラマッツォッティ（『歓びのトスカーナ』）
- マティルダ・デ・アンジェリス（『ゴッド・スピード・ユー！』）

### 主演男優賞
- ステファノ・アコルシ（『ゴッド・スピード・ユー！』）
- ヴァレリオ・マスタンドレア（『甘き人生』）
- ミケーレ・リオンディーノ（『ジュリアの世界』）
- セルジオ・ルビーニ（『La stoffa dei sogni』）
- トニ・セルヴィッロ（『修道士は沈黙する』[3]）

### 助演女優賞
- アントニア・トルッポ（『切り離せないふたり』）
- ヴァレンティーナ・カルネルッティ（『歓びのトスカーナ』）
- ヴァレリア・ゴリーノ（『はじまりの街』）
- ミケーラ・チェスコン（『ピューマ』[2]）
- ロベルタ・マッテイ（『ゴッド・スピード・ユー！』）

### 助演男優賞
- ヴァレリオ・マスタンドレア（『花咲く恋』）
- マッシミリアーノ・ロッシ（『切り離せないふたり』）
- エンニオ・ファンタスティキーニ（『La stoffa dei sogni』）
- ピエルフランチェスコ・ファヴィーノ（『修道士は沈黙する』）
- ロベルト・デ・フランチェスコ（『Le ultime cose』）

### 撮影賞
- ミケーレ・ダッタナジオ（『ゴッド・スピード・ユー！』）
- ダニエーレ・チプリ（『甘き人生』）
- フェラン・パレデス・ルビオ（『切り離せないふたり』）
- ヴラダン・ラドヴィッチ（『歓びのトスカーナ』）
- マウリツィオ・カルヴェージ（『修道士は沈黙する』）

### 作曲賞
- エンツォ・アビタービレ（『切り離せないふたり』）
- カルロ・クリヴェッリ（『甘き人生』）
- カルロ・ヴィルズィ（『歓びのトスカーナ』）
- フランコ・ピエルサンティ（『La stoffa dei sogni』）
- アンドレア・ファッリ（『ゴッド・スピード・ユー！』）

### オリジナル歌曲賞
- Abbi pietà di noi（作詞・作曲：エンツォ・アビタービレ、歌：エンツォ・アビタービレ、アンジェラ＆マリアンナ・フォンターナ）（『切り離せないふたり』）
- I Can See the Stars（作詞・作曲：ファブリツィオ・カンパネッリ、歌：レオナルド・チェッキ、エレオノーラ・ガッジェーロ、ベアトリーチェ・ヴェンドラミン）（『Come diventare grandi nonostante i genitori』）
- L'estate addossoaddosso（作曲：ロレンツォ・ケルビーニ、クリスティアン・リガーノ、リッカルド・オノーリ、作詞：ロレンツォ・ケルビーニ、ヴァスコ・ブロンディ、歌：Jovanotti）（『 L'estate addosso』）
- Po Popporoppò（作詞・作曲：カルロ・ヴィルズィ、歌：ヴィラ・ビオンディ入所者） （『歓びのトスカーナ』）
- Seventeen（作曲：アンドレア・ファッリ、作詞：ララ・マルテッリ、歌：マティルダ・デ・アンジェリス）（『ゴッド・スピード・ユー！』）

### 美術賞
- トニーノ・ゼーラ（『歓びのトスカーナ』）
- マルチェッロ・ディ・カルロ（『愛のために戦地へ』）
- カルミネ・グアリーノ（『切り離せないふたり』）
- マルコ・デンティチ（『甘き人生』）
- リヴィア・ボルゴニョーニ（『La stoffa dei sogni』）

### 衣装デザイン賞
- マッシモ・カンティーニ・パッリーニ（『切り離せないふたり』）
- クリスティアーナ・リッチェーリ（『愛のために戦地へ』）
- カティア・ドットーリ（『歓びのトスカーナ』）
- ベアトリス・ジャンニーニ、エリザベッタ・アンティーコ（『La stoffa dei sogni』）
- クリスティーナ・ラパローラ（『ゴッド・スピード・ユー！』）

### メイクアップ賞
- ルカ・マッツォッコリ（『ゴッド・スピード・ユー！』）
- ジーノ・タマニーニ（『甘き人生』）
- マウリツィオ・ファッツィーニ（『愛のために戦地へ』）
- ヴァレンティナ・イアンヌッチッリ（『切り離せないふたり』）
- エスメ・シャローニ（『歓びのトスカーナ』）
- シルヴィア・ベルトラーニ（『La stoffa dei sogni』）

### ヘアスタイリスト賞
- ダニエラ・タルタリ（『歓びのトスカーナ』）
- マウロ・タマニーニ（『甘き人生』）
- マッシミリアーノ・ジェーロ（『愛のために戦地へ』）
- ヴィンチェンツォ・コルマーチ（『切り離せないふたり』）
- アレッシオ・ポンペイ（『ゴッド・スピード・ユー！』）

### 編集賞
- ジャンニ・ヴェッツォージ（『ゴッド・スピード・ユー！』）
- コンスエロ・カトゥッチ（『7 minuti』）
- キアラ・グリツィオッティ（『切り離せないふたり』）
- チェチーリア・ザヌーゾ（『歓びのトスカーナ』）
- アレッシオ・ドリオーネ（『La stoffa dei sogni』）

### 音響賞
- アンジェロ・ボナンニ、ディエゴ・デ・サンティス、ミルコ・ペッリ、ミケーレ・マッツッコ（『ゴッド・スピード・ユー！』）
- ガエターノ・カリート、ピエルパオロ・ロレンツォ、リリオ・ロザート、ロベルト・カッパネッリ、ジャンルーカ・バジーリ（『甘き人生』）
- ヴァレンティノ・ジャンニ、ファビオ・コンカ、オマール・アブザイド、サンドロ・ロッシ、リリオ・ロザート、フランチェスコ・クチネッリ（『切り離せないふたり』）
- アレサンドロ・ビアンキ、ルカ・ノヴェッリ、ダニエラ・バッサーニ、ファブリツィオ・クアドローリ、ジャンニ・パッロット（　『歓びのトスカーナ』）
- フィリッポ・ポルカーリ、フェデリカ・リパーニ、クラウディオ・スピネッリ、マルコ・マリネッリ、マッシモ・マリネッリ（『La stoffa dei sogni』）

### デジタル効果賞
- Artea Film & Rain Rebel Alliance International Network（『ゴッド・スピード・ユー！』）
- Chromatica（『愛のために戦地へ』）
- Makinarium（『切り離せないふたり』）
- Mercurio Domina、Far Forward、Fast Forward（『ALONE/アローン』）
- Canecane、Illusion（『Ustica』）

### 長編ドキュメンタリー賞
- Crazy for Football（監督：ヴォルファンゴ・デ・ビアージ）
- 60 - Ieri, oggi, domani（監督：ジョルジオ・トレベス）
- Acqua e zucchero: Carlo Di Palma, i colori della vita（監督：ファリボルツ・カンカリ）
- 悪魔祓い、聖なる儀式 Liberami（監督：フェデリーカ・ディ・ジャコモ）
- Magic Island（監督：マルコ・アメンタ）

### 短編映画賞
- A casa mia（監督：マリオ・ピレッダ）
- Ego（監督：ロレンザ・インドヴィーナ）
- Mostro（監督：アドリアーノ・ジョッティ）
- Simposio suino in re minore（監督：フランチェスコ・フィリッピーニ）
- Viola, Franca（監督：マルタ・サビーナ）

### EU映画賞
- わたしは、ダニエル・ブレイク（監督：ケン・ローチ）
- マダム・フローレンス！　夢見るふたり（監督：スティーヴン・フリアーズ）
- ジュリエッタ（監督：ペドロ・アルモドバル）
- シング・ストリート　未来へのうた（監督：ジョン・カーニー）
- しあわせな人生の選択（監督：セスク・ゲイ）

### 外国映画賞
- ノクターナル・アニマルズ（監督：トム・フォード）
- はじまりへの旅（監督：マット・ロス）
- LION/ライオン　～25年目のただいま～（監督：ガース・デイビス）
- パターソン（監督：ジム・ジャームッシュ）
- ハドソン川の奇跡（監督：クリント・イーストウッド）

### ヤング・ダヴィッド賞
- 愛のために戦地へ In guerra per amore（監督：ピエルフランチェスコ・ディリベルト）
- 7 minuti（監督：ミケーレ・プラチド）
- L'estate addosso（監督：ガブリエレ・ムッチーノ）
- 歓びのトスカーナ La pazza gioia（監督：パオロ・ヴィルズィ）
- ピューマ Puma（監督：ローン・ジョンソン）

### ダヴィッド特別賞
- ロベルト・ベニーニ

### トレ・フューチャー・アワード
- Il più grande sogno（監督：ミケーレ・ヴァンヌッチ）
- 花咲く恋 Fiore（監督：クラウディオ・ジョヴァンネージ）
- 切り離せないふたり Indivisibili（監督：エドアルド・デ・アンジェリス）
- ALONE/アローン（監督：ファビオ・グアリョーネ、ファビオ・レジナーロ）
- ゴッド・スピード・ユー！ Veloce come il vento（監督：マッテオ・ロヴェーレ）